# Mother Eternal
Mother Eternal è un film muto del 1921 diretto da Ivan Abramson che ne fu anche sceneggiatore e produttore.

## Trama

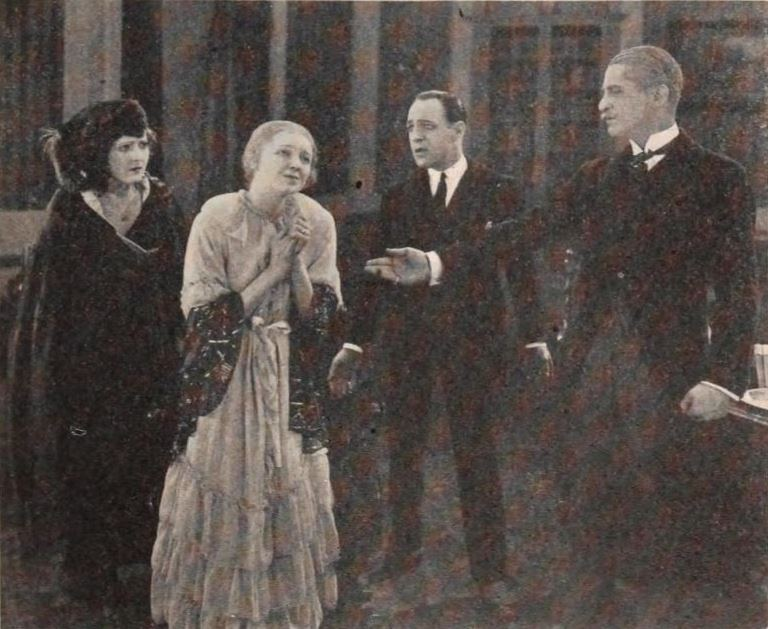

Non potendo mantenere due figli, Alice Baldwin cede uno dei bambini alla moglie di Edward Stevens, un ricco industriale. La figlia che tiene con sé, quando diventa grande, si sposa e trascura la madre. Passati vent'anni dall'abbandono del piccolo, questi - che si chiama Edward, Jr. - ha trovato lavoro in un'azienda di pianoforti, dove conosce e si innamora di Julia Brennon, la figlia del proprietario. Nel frattempo, Alice deve lasciare la casa della figlia perché il genero non vuole che abiti più con loro. Tentando il suicidio, Alice viene salvata da Edward e Julia. A casa del padre adottivo, Edward realizza che quella è sua madre e i due, dopo essersi ritrovati, si riuniscono felici.

## Produzione
Il film fu prodotto dalla Ivan Film Productions.

## Distribuzione
Il copyright del film fu registrato il 26 marzo 1921 con il numero LU16395.
Distribuito dalla Graphic Films Corporation, il film fu presentato in prima a New York il 17 aprile 1921. In Svezia, prese il titolo En moder
Non si conoscono copie ancora esistenti della pellicola che viene considerata presumibilmente perduta.